# 8. ročník udílení Critics' Choice Television Awards
8. ročník udílení cen Critics' Choice Television Award se konal 11. ledna 2018 na letišti v Santa Monice v Kalifornii. Nominace byly oznámeny 6. prosince 2017. Ten samý den byly také oznámeny nominace na ceny Critics' Choice Television Awards. Ceremoniál bude vysílat stanice The CW.

## Nominace a ocenění
| Nejlepší seriál | Nejlepší seriál |
| Nejlepší dramatický seriál | Nejlepší komediální seriál |
| --- | --- |
| - Příběh služebnice (Hulu) - Američtí bohové (Starz) - The Crown (Netflix) - Hra o trůny (HBO) - Stranger Things (Netflix) - Tohle jsme my (NBC) | - The Marvelous Mrs. Maisel (Amazon) - Teorie velkého třesku (CBS) - Black-ish (ABC) - GLOW (Netlifx) - Taková moderní rodinka (ABC) - Patriot (Amazon) |
| Nejlepší limitovaný seriál | Nejlepší televizní film |
| - Sedmilhářky (HBO) - American Vandal (Netflix) - Fargo (FX) - Zlá krev (FX) - Godless (Netflix) - Dlouhá cesta domů (NatGeo) | - Čaroděj ze země lží (HBO) - Flint (Lifetime) - I Am Elizabeth Smart (Lifetime) - Nesmrtelný život Henrietty Lacksové (HBO) - Sherlock - Skomírající detektiv (PBS) |
| Nejlepší animovaný seriál | |
| - Rick a Morty (Adult Swim) - BoJack Horseman (Netflix) - Archer (FX) - Bobovy burgery (Fox) - Danger & Eggs (Amazon) - Simpsonovi (Fox) | |
| Nejlepší herectví v komediálním seriálu | |
| Nejlepší herec | Nejlepší herečka |
| - Ted Danson jako Michael – The Good Place - Anthony Anderson jako Andre "Dre" Johnson, Sr. – Black-ish - Aziz Ansari jako Dev Shah – Master of None - Hank Azaria jako Jim Brockmire – Brockmire - Thomas Middleditch jako Richard Hendricks – Silicon Valley - Randall Park jako Eddie Huang – Huangovi v Americe                                                     | - Rachel Brosnahanová jako Miriam Maisel – The Marvelous Mrs. Maisel - Kristen Bellová jako Eleanor Shellstrop – The Good Place - Alison Brie jako Ruth Wilder – GLOW - Sutton Foster jako Liza Miller – Younger - Ellie Kemper jako Kimmy Schmidt – Unbreakable Kimmy Schmidt - Constance Wu jako Jessica Huang – Huangovi v Americe      |
| Nejlepší herec ve vedlejší roli | Nejlepší herečka ve vedlejší roli |
| - Walton Goggins jako Lee Russell – Boj o ředitelnu - Tituss Burgess jako Titus Andromedon – Unbreakable Kimmy Schmidt - Ed O'Neill jako Jay Prichett – Taková moderní rodinka - Sean Hayes jako Jack McFarland – Will a Grace - Marc Maron jako Sam Sylvia – GLOW - Kumail Ninjiani jako Dinesh Chugatai – Silicon Valley                                              | - Mayim Bialik jako Amy Farrah Fowler – Teorie velkého třesku - Alex Borsteinová jako Susie Myerson – The Marvelous Mrs. Maisel - Betty Gilpin jako Debbie Eagon – GLOW - Jenifer Lewis jako Ruby Johnson – Black-ish - Alessandra Mastronardi jako Francesca – Master of None - Rita Moreno jako Lydia Riera – One Day at a Time          |
| Nejlepší herectví v dramatickém seriálu | |
| Nejlepší herec | Nejlepší herečka |
| - Sterling K. Brown jako Randall Pearson – Tohle jsme my - Paul Giamatti jako Charles Rhoades Jr. – Miliardy - Freddie Highmore jako Norman Bates – Batesův motel - Ian McShane jako Mr. Wednesday – Američtí bohové - Bob Odenkirk jako Jimmy McGill – Volejte Saulovi - Liev Schreiber jako Ray Donovan – Ray Donovan                                                 | - Elisabeth Mossová jako Offred/June Osbourne – Příběh služebnice - Caitriona Balfe jako Claire Randall Fraser – Cizinka - Tatiana Maslany v různých rolích – Orphan Black - Christine Baranski jako Diane Lockhart – Dobrý boj - Claire Foy jako Alžběta II. – The Crown - Robin Wrightová jako První dáma Claire Underwood – Dům z karet |
| Nejlepší herec ve vedlejší roli | Nejlepší herečka ve vedlejší roli |
| - David Harbour jako Jim Hopper – Stranger Things - Peter Dinklage jako Tyrion Lannister – Hra o trůny - Bobby Cannavale jako Irving – Mr. Robot - Asia Kate Dillon jako Taylor Amber Mason – Miliardy - Delroy Lindo jako Adrian Boseman – Dobrý boj - Michael McKean jako Chuck McGill – Volejte Saulovi                                                              | - Ann Dowd jako teta Lydia – Příběh služebnice - Emilia Clarkeová jako Daenerys Targaryen – Hra o trůny - Gillian Anderson jako Media – Američtí bohové - Cush Jumbo jako Lucca Quinn – Dobrý boj - Margo Martindale jako Audrey Bernhardt – Sneaky Pete - Chrissy Metz jako Kate Pearson – Tohle jsme my                                  |
| Nejlepší herectví v televizní filmu/limitovaném seriálu | |
| Nejlepší herec | Nejlepší herečka |
| - Ewan McGregor jako Emmit a Ray Stussyovi – Fargo - Jeff Daniels jako Frank Griffin – Godless - Robert De Niro jako Bernard Madoff – Čaroděj ze země lží - Jack O'Connell jako Roy Goodle – Godless - Evan Peters jako Kai Anderson – American Horror Story - Bill Pullman jako detektiv Harry Ambrose – The Sinner - Jimmy Tatro jako Dylan Maxwell – American Vandal | - Nicole Kidman jako Celeste Wright – Sedmilhářky - Jessica Biel jako Cora Tannetti – The Sinner - Alana Boden jako Elizabeth Smart – I Am Elizabeth Smart - Carrie Coon jako Gloria Burgle – Fargo - Jessica Lange jako Joan Crawford – Zlá krev - Reese Witherspoonová jako Madeline Martha Mackenzie – Sedmilhářky                      |
| Nejlepší herec ve vedlejší roli | Nejlepší herečka ve vedlejší roli |
| - Alexander Skarsgård jako Perry Wright – Sedmilhářky - Johnny Flynn jako mladý Albert Einstein – Génius - Benito Martinez jako Luis Salazar – American Crime - Alfred Molina jako Robert Aldrich – Zlá krev - David Thewlis jako V.M. Varga – Fargo - Stanley Tucci jako Jack L. Warner – Zlá krev                                                                     | - Laura Dern jako Renata Klein – Sedmilhářky - Judy Davisová jako Hedda Hopper – Zlá krev - Jackie Hoffman jako Mamacita – Zlá krev - Regina Kingová jako Kimara Walters – American Crime - Michelle Pfeifferová jako Ruth Madoff – Čaroděj ze země lží - Mary Elizabeth Winstead jako Nikki Swango – Fargo                                |
| Reality show | |
| Nejlepší nestrukturovaná reality-show | Nejlepší strukturovaná reality-show |
| - Born This Way (A&E) - Trucky na ledě (History) - Intervention (A&E) - Live PD (A&E) - Ride with Norman Reeuds (AMC) - Náctileté maminky (MTV) | - Shark Tank (ABC) - Carbonarův efekt (truTV) - Fixer Upper (HGTV) - The Profit (CNBC) - Utajený šéf - USA (CBS) - Kdo myslíte, že jste? (TLC) |
| Nejlepší talk-show | Nejlepší moderátor reality-show |
| - Jimmy Kimmel Live! (ABC) - Ellen (NBC) - Harry (sdružení programů) - The Late Late Show with James Corden (CBS) - The Tonight Show Starring Jimmy Fallon (NBC) - Watch What Happend Live with Andy Cohen (Bravo) | - RuPaul – RuPaul's Drag Race - Ted Allen – Chopped - Tyra Banks – Amerika má talent - Tom Bergeron – Dancing with the Stars - Cat Deeley – Umíte tančit? - Joanna a Chip Gaines – Fixer Upper |
| Nejlepší reality-show – soutěž | |
| - The Voice (NBC) - Amerika má talent (NBC) - RuPaul's Drag Race (VH1) - Chopped (Food Network) - Dancing with the Stars (ABC) - Heidi klum: svět modelingu (Lifetime) | |